# Martin Lemke
Martin Lemke (* 24. Dezember 1990 in Zeitz, Sachsen-Anhalt) ist ein deutscher Islamist, der sich der Terrororganisation Islamischer Staat (IS) in Syrien angeschlossen hatte.

## Leben
Lemke stammt aus Sachsen-Anhalt, lebte in Zeitz, ist von Beruf Schweißer, trat 2012 zum Islam über und soll häufig die Predigten des Imams Hassan Dabbagh in der Al-Rahman-Moschee in Leipzig gehört haben. Dort hat er auch seine erste Frau Michaela geheiratet.
Er schloss sich dem IS 2014 an. Lemke nannte sich Nihad alias Abu Yasir al-Almani. Lemke soll Angehöriger der Hisbah, der Sittenpolizei des IS, und später Kader der Amnijat, der Staatssicherheit des IS, geworden sein. In Rakka soll Lemke in einem Stadion an Hinrichtungen beteiligt gewesen sein und Gefangene enthauptet haben. Des Weiteren kaufte er sich eine jesidische Sklavin, welche er misshandelt haben soll.
Lemke war mit drei Frauen verheiratet, darunter eine Französin, eine Dagestanerin und eine Deutsche. Er floh Ende Januar 2019 mit seinen beiden Frauen Leonora und Sabina aus der Ortschaft al-Baghuz Fawqani. Sie stellten sich den Syrischen Demokratischen Kräften (SDF) nahe der irakischen Grenze am 31. Januar 2019.
Leonora Messing stammt aus Sangerhausen. Sie heiratete Lemke im Alter von 15 Jahren. Sie kritisierte, der IS habe sie getäuscht. Sie habe mehrmals versucht, dem IS zu entkommen. Bei der Flucht hatte sie einen zwei Wochen alten Säugling bei sich. Insgesamt haben die beiden zwei Kinder.
Anfang 2019 erklärte Lemke in Interviews, bei seinem Beitritt zur Terrormiliz habe es sich um eine „Kurzschluss-Reaktion“ gehandelt; jetzt biete er sich mit seinen Insider-Kenntnissen als Kronzeuge an.